# Uppersberger Bach
Der Uppersberger Bach ist ein nördlicher und rechter Zufluss der Dhünn, eines Nebenflusses der Wupper. Er ist knapp einem Kilometer lang. 

## Geographie

### Verlauf
Der Uppersberger Bach entspringt  nördlich des Dorfes Uppersberg im  Leverkusener Stadtteil Schlebusch in einem kleinen Laubwald auf einer Höhe von 133,4 m ü. NN.
Er fließt zunächst gut hundert Meter in ostsüdöstlicher Richtung durch Waldgelände und wird dann in der Flur Am Kannenloch auf seiner rechten Seite von einem Waldbächlein gestärkt. Der Uppersberger Bach dreht in der Flur In der neuen Wiese mehr und mehr nach Süden und markiert die Stadtgrenze von Leverkusen nach Odenthal. Er speist dann einen kleinen Teich, erreicht danach den Westrand des Odenthaler Ortsteils Osenau, verlässt dort den Wald und wechselt von Leverkusen nach Odenthal.
Er läuft nun durch die Wiesen der Flur Auf der nassen Aue und mündet schließlich südwestlich von Osenau in der Flur In der Hofer Aue auf einer Höhe von etwa 70,1 m ü. NN unterirdisch verrohrt von rechts in die Dhünn.

### Flusssystem Dhünn
- Liste der Fließgewässer im Flusssystem Dhünn